# Luigi Vannuccini
Luigi Vannuccini (Foiano della Chiana, 4 dicembre 1828 – Bagni di Lucca, 14 agosto 1911) è stato un direttore d'orchestra, compositore e insegnante di canto italiano.

## Biografia
Iniziò gli studi musicali con suo padre Ernesto, che a Firenze era stato insegnante di canto di Adelina Patti e li proseguì al conservatorio di quella città toscana. Fu violinista al Teatro Leopoldo (precedentemente Teatro Nazionale) e tra il 1848 e il 1873 diresse opere al Teatro della Pergola.
A Firenze, inoltre, fondò una scuola di canto che presto acquisì grande fama, non solo in Italia, ma anche all'estero. Era un caro amico di Rossini. Fece parte dello storico Quartetto Fiorentino con Giuseppe Buonamici, Bruni e Jefte Sbolci. Era molto amato come insegnante e oratore, anche in Inghilterra e a Londra fu pubblicata una raccolta di Solfeggi tratti dalla migliore tradizione vocale italiana.
Compose musica sacra, opere per pianoforte e cantate da camera.